# Zendek
Zendek est une localité polonaise de la gmina d'Ożarowice, située dans le powiat de Tarnowskie Góry en voïvodie de Silésie.